# Havaika arnedoi
Havaika arnedoi là một loài nhện trong họ Salticidae. Loài này được phát hiện ở Hawaii.